# Stephanie Vogtová
Stephanie Vogtová, nepřechýleně Stephanie Vogt (* 15. února 1990 Vaduz) je lichtenštejnská profesionální tenistka. Ve své dosavadní kariéře na okruhu WTA Tour vyhrála dva turnaje ve čtyřhře. Na prvním z nich triumfovala s Wickmayerovou na BGL Luxembourg Open 2013. Stala se tak vůbec první lichtenštejnskou tenistkou v historii, která zvítězila na jakékoli události WTA. V rámci okruhu ITF získala do srpna 2016 dvanáct titulů ve dvouhře a jedenáct ve čtyřhře. 
Na žebříčku WTA byla ve dvouhře nejvýše klasifikována v únoru 2014 na 137. místě a ve čtyřhře pak v únoru 2016 na 72. místě. Trénuje ji Stefan Lochbihler.
Na zahajovacím ceremoniálu Letních olympijských her 2012 v Londýně byla vlajkonoškou lichtenštejnské výpravy.
V lichtenštejnském fedcupovém týmu debutovala v roce 2006 základním blokem 3. skupiny zóny Evropy a Afriky proti Bosně a Hercegovině, v němž prohrála dvouhru s Mervanou Jugićovou-Salkićovou. Lichtenštejnsko odešlo poraženo 0:2 na zápasy. Do roku 2017 v soutěži nastoupila k dvaceti šesti mezistátním utkáním s bilancí 14–12 ve dvouhře a 9–6 ve čtyřhře.

## Tenisová kariéra
V juniorské kategorii vyhrála pět singlových a šest deblových turnajů ITF. Nejvýše ve dvouhře byla na světovém juniorském žebříčku ITF postavená na 5. místě s bilancí singlových zápasů v poměru 79-26.
V roce 2008 získala jednu ze dvou divokých karet Mezinárodní tenisové federace do soutěže ženské dvouhry na Letních olympijských hrách 2008 v Pekingu. V důsledku zranění se však odhlásila a nahradila ji Thajka Tamarine Tanasugarnová.
Lichtenštejnsko reprezentovala na londýnských Letních olympijských hrách 2012 v soutěži ženské dvouhry poté, co obdržela pozvání ve formě divoké karty Tripartitní komise. Stejnou divokou kartu získala do singlové soutěže LOH 2016 v Riu de Janeiru.
Na Hrách malých států Evropy 2011 vyhrála tři zlaté medaile. Ve finále dvouhry porazila krajanku Kathinku von Deichmannovou, s níž získala zlatý kov v ženské čtyřhře a prvenství ve smíšené čtyřhře zkompletovala spolu s Jirkou Lokajem. Navázala tak na Hry malých států Evropy 2007 kde zvítězila ve dvouhře a stříbro přidala v ženské čtyřhře se spoluhráčkou Marinou Novakovou.

## Finálové účasti na turnajích WTA Tour
| Legenda                           |
| --------------------------------- |
| D – dvouhra; Č – čtyřhra          |
| Grand Slam (0)                    |
| WTA Tour Championships (0)        |
| Premier Mandatory & Premier 5 (0) |
| Premier (0)                       |
| International (2–0 Č)             |

### Čtyřhra: 2 (2–0)
| Stav    | Č. | Datum             | Turnaj                 | Povrch    | Spoluhráčka         | Soupeřky ve finále                  | Výsledek         |
| ------- | -- | ----------------- | ---------------------- | --------- | ------------------- | ----------------------------------- | ---------------- |
| Vítězka | 1. | 20. října 2013    | Lucemburk, Lucembursko | tvrdý (h) | Yanina Wickmayerová | Kristina Barroisová Laura Thorpeová | 7–6(7–2), 6–4    |
| Vítězka | 2. | 26. července 2015 | Bad Gastein, Rakousko  | antuka    | Danka Kovinićová    | Lucie Hradecká Lara Arruabarrenová  | 4–6, 6–4, [10–3] |

## Finálové účasti na turnajích okruhu ITF
| $100,000 tournaments |
| $75,000 tournaments  |
| $50,000 tournaments  |
| $25,000 tournaments  |
| $15,000 tournaments  |
| $10,000 tournaments  |

### Dvouhra: 19 (12–7)
| Stav       | Rok                | Turnaj              | Povrch    | Soupeřka ve finále        | Výsledek      |
| ---------- | ------------------ | ------------------- | --------- | ------------------------- | ------------- |
| Vítězka    | 2007               | Davos               | antuka    | Jessica Mooreová          | 6–4 4–6 6–3   |
| Finalistka | 2007               | Pesaro              | antuka    | Polona Hercogová          | 6–2 2–6 6–1   |
| Finalistka | 2007               | Ciudad de México    | tvrdý     | Olivia Sanchezová         | 2–6 6–2 6–2   |
| Finalistka | 2008               | Mallorca            | antuka    | Polona Hercogová          | 4–6 6–1 6–3   |
| Vítězka    | 2008               | Makarska            | antuka    | Anastasija Pivovarovová   | 6–2, 6–3      |
| Vítězka    | 2010               | Velenje             | antuka    | Pavla Šmídová             | 6–1, 6–2      |
| Vítězka    | 2010               | Káhira              | antuka    | Maša Zecová Peškiričová   | 6–1, 6–3      |
| Finalistka | 2011               | Andrézieux-Bouthéon | tvrdý (h) | Mona Barthelová           | 3–6, 6–3, 4–6 |
| Finalistka | 2011               | Aschaffenburg       | antuka    | Florencia Molinerová      | 6–7(6), 1–6   |
| Vítězka    | 2011               | Alphen aan den Rijn | antuka    | Katarzyna Piterová        | 6–2, 6–4      |
| Finalistka | 2011               | Rotterdam           | antuka    | Dinah Pfizenmaierová      | 6–3, 1–6, 1–6 |
| Finalistka | 2012               | Netanja             | tvrdý     | Anna Karolína Schmiedlová | 6–0, 3–6, 4–6 |
| Vítězka    | 2013               | Sutton              | tvrdý (h) | Carina Witthöftová        | 3–6, 6–4, 6–3 |
| Vítězka    | 2013               | Bath                | tvrdý (h) | An-Sophie Mestachová      | 7–6(7–3), 6–3 |
| Vítězka    | 2013               | Biarritz            | antuka    | Anna Karolína Schmiedlová | 1–6, 6–3, 6–2 |
| Vítězka    | 2013               | Podgorica           | antuka    | Anett Kontaveitová        | 6–4, 6–3      |
| Vítězka    | 16. února 2014     | São Paulo           | antuka    | Marina Melnikovová        | 6-1, 6-4      |
| Vítězka    | 14. listopadu 2014 | Bath                | tvrdý (h) | Alberta Briantiová        | 6–3, 7–6(7-3) |
| Vítězka    | 6. června 2015     | Brescia             | antuka    | Andrea Gámizová           | 7–6(7-3), 6–4 |

### Čtyřhra: (11 titulů)
| Rok  | Turnaj        | Povrch    | Spoluhráčka                | Soupeřky ve finále                                      | Výsledek         |
| ---- | ------------- | --------- | -------------------------- | ------------------------------------------------------- | ---------------- |
| 2008 | Mallorca      | antuka    | Polona Hercogová           | Leticia Costasová-Moreiraová Maite Gabarrusová-Alonsová | 7–62, 6–3        |
| 2008 | Makarska      | antuka    | Polona Hercogová           | Tadeja Majeričová Maša Zecová Peškiričová               | 7–5, 6–2         |
| 2012 | Bath          | tvrdý (h) | Tatiana Maleková           | Julie Coinová Melanie Southová                          | 6–3, 3–6, 10–3   |
| 2012 | Aschaffenburg | antuka    | Florencia Molinerová       | Malou Ejdesgaardová Réka Luca Janiová                   | 6–3, 7–63        |
| 2013 | Civitavecchia | antuka    | Renata Voráčová            | Paula Kaniová Magda Linetteová                          | 6–3, 6–4         |
| 2013 | Mestre        | antuka    | Laura Thorpeová            | Petra Krejsová Tereza Smitková                          | 7–6(7–5), 7-5    |
| 2014 | Trnava        | antuka    | Čeng Saj-saj               | Margarita Gasparjanová Jevgenija Rodinová               | 6–4, 6–2         |
| 2014 | Grado         | antuka    | Verónica Cepedeová Roygová | Lara Arruabarrenová Florencia Molinerová                | 6–4, 6–2         |
| 2014 | Biarritz      | antuka    | Florencia Molinerová       | Lourdes Domínguezová Linová Teliana Pereirová           | 6–2, 6–2         |
| 2014 | Podgorica     | antuka    | Alexandra Cadanțuová       | Xenia Knollová Arantxa Rusová                           | 6–1, 3-6, [10-2] |
| 2016 | Hongkong      | tvrdý     | Viktorija Golubicová       | Hsu Ching-wen Emma Laineová                             | 6–2, 1–6, [10–4] |